# Унеча
Унеча (на руски: Унеча) е град в Русия, административен център на Унечки район, Брянска област. Населението на града към 1 януари 2018 година е 23 550 души.

## История
Селището е основано през 1887 година, през 1940 година получава статут на град.

## Географска характеристика
Градът е разположен по брега на река Унеча, на 140 км югозападно от град Брянск.

## Население
| Година | Население |
| ------ | --------- |
| 1920   | 2900      |
| 1926   | 4600      |
| 1939   | 14 000    |
| 1950   | 14 000    |
| 1960   | 16 600    |
| 1970   | 21 600    |
| 1979   | 26 300    |
| 1989   | 29 000    |
| 1999   | 30 900    |
| 2002   | 29 000    |
| 2010   | 26 272    |

Населението на града през 2010 година е 26 272 души.